# グリーンビル駅 (サウスカロライナ州)
グリーンビル駅（英語：Greenville Station）は、アメリカ合衆国サウスカロライナ州グリーンビル ウェスト・ワシントン・ストリート1120にある駅。 全米各地を結ぶ旅客鉄道のアムトラックが乗り入れている。

## 概要
現在の駅舎は1988年ノーフォーク・サザン鉄道によりサザン鉄道の精緻な20世紀初頭の駅舎を代替し、旅客駅と貨物駅を統合するものとして建設された。グリーンビルには1850年代初頭、鉄道が開業し、町の西端にグリーンビル・アンド・コロンビア鉄道の駅が建てられた。

## 利用可能な鉄道路線／列車
アムトラックの停車する列車は下記の通り。
ニューヨークとニューオーリンズ間の夜行長距離列車クレセント号…1日1往復停車

## バス
当駅から乗車できるバスは以下の通り。
路線バス：グリーンリンク・トランジット (Greenlink Transit)ルート 2、ルート 9